# Идель Тауэр
Иде́ль Та́уэр (баш. Иҙел Тауэр) — жилой комплекс в виде 31-этажного высотного здания (небоскрёба) высотой 102,3 метра в составе жилого комплекса «Четыре сезона» на проспекте Октября, самое высокое здание в городе Уфе в период 2018—2021 годов (до 2018 года самым высоким было здание «Уралсиб» 1999 года постройки; в 2021 году завершено строительство ЖК «Символ» высотой 109,6 м). Вблизи находится 24-этажный жилой комплекс Idel Tower.

## Описание
Высотное здание является частью жилого комплекса «Четыре сезона», включающего в себя дом переменной этажности от 6 до 24 этажей, 21-этажный дом и сам 31-этажный небоскрёб. Спроектирован при участии В. И. Травуша.
При строительстве использовались технология «стена в грунте» и грунтоцементные сваи. Материал стен — газобетон.

## История
С 30 декабря 1962 года по 16 июня 2008 года здесь находилось трамвайное кольцо «Театр кукол», построенное на месте карстовой воронки.
После закрытия трамвайного кольца и демонтажа путей, участок земли площадью 1,5 га продан за 9 млн рублей, но никак не осваивался. Позже Администрация города Уфы через суд отменила сделку по продаже участка, и заново продала его за 305 млн рублей при начальной цене 152 млн рублей.
В 2014—2019 годах в четыре этапа построен жилой комплекс «Четыре сезона», одно из зданий которого — небоскрёб «Идель Тауэр». Первоначально по проекту здание было в 42 этажа и высотой 155 м. Впоследствии проектная высота уменьшена до 102,3 м, а количество этажей — до 31. Причина — экспертиза не одобрила проект.
В мае 2016 года залит фундамент: длина — 48 м, ширина — 32 м, высота — 2,2 м. Досрочно построен в декабре 2018 года.